# سيدريك مارسيل ستيبي
سيدريك مارسيل ستيبي (بالألمانية: Cedrik-Marcel Stebe) مواليد 9 أكتوبر 1990 في مولآكر، ألمانيا، هو لاعب كرة مضرب ألماني بدأ مسيرته كمحترف سنة 2010 يلعب باليد اليسرى ويحتل حالياً المرتبة رقم. 1323 (9 مارس 2015) في تصنيف رابطة محترفي كرة المضرب. أعلى تصنيف له في الفردي كان المركز الـ 71 في سنة 2012. أعلى تصنيف له في الزوجي كان المركز الـ 376 في سنة 2012.

## الخط الزمني للفردي
مفتاح
| ف | ن | ن.ن | ر.ن | د# | د.م | ل | أ.أ | ت | غ | ب | ف | ذ | م.خ | ل.ت |

(ف) فاز بالبطولة (ن) وصل النهائي (ن.ن) نصف النهائي (ر.ن) ربع النهائي (د#) الأدوار الأربعة الأولى (د.م) دور المجموعات (ل) شارك في كأس ديفيز (أ.أ) خرج من الأدوار الاولى (ت) خسر التصفيات التأهيلية (غ) غاب عن الحدث أو البطولة (ب) حصل على ميدالية برونزية (ف) حصل على ميدالية فضية (ذ) حصل على ميدالية ذهبية (م.خ) بطولة الماسترز خُفضت إلى مرتبة أقل (ل.ت) البطولة لم تعقد في السنة المعينة.
لتجنب الارتباك وازدواجية الحساب، يتم تحديث هذه المعلومات إما في نهاية البطولة، أو عندما تكون مشاركة اللاعب في البطولة قد انتهت.
| الدورة             | 2011 | 2012 | 2013 | ف-خ |
| ------------------ | ---- | ---- | ---- | --- |
| دورات الجراند سلام |      |      |      |     |
| أستراليا المفتوحة  | غ    | د1   | د1   | 0–2 |
| فرنسا المفتوحة     | ت2   | د2   | ت2   | 1–1 |
| ويمبلدون           | د1   | د1   | ت2   | 0–2 |
| أمريكا المفتوحة    | ت1   | د2   | ت1   | 1–1 |
| فوز-خسارة          | 0–1  | 2–4  | 0–1  | 2–6 |
| إحصائيات المسيرة   |      |      |      |     |
| الألقاب–النهائيات  | 0–0  | 0–0  | 0–0  | 0–0 |
| تصنيف نهاية العام  | 81   | 117  |      |     |

## وصلات خارجية
- سيدريك مارسيل ستيبي على موقع رابطة محترفي التنس (الإنجليزية)
- سيدريك مارسيل ستيبي على موقع الاتحاد الدولي لكرة المضرب (الإنجليزية)
- سيدريك مارسيل ستيبي على موقع كأس ديفيز (الإنجليزية)
- سيدريك مارسيل ستيبي على موقع خلاصة التنس.كوم (الإنجليزية)
- سيدريك مارسيل ستيبي على موقع إي إس بي إن.كوم (الإنجليزية)

- الموقع الرسمي